# Thomas Risse
Thomas Risse (vormals Risse-Kappen) (* 17. Dezember 1955 in Mettmann) ist ein deutscher Politikwissenschaftler mit dem Schwerpunkt Internationale Beziehungen und Professor für Theorie und Empirie der internationalen Politik am Otto-Suhr-Institut der Freien Universität Berlin.

## Leben
Risse studierte von 1976 bis 1980 mit einem Stipendium der Studienstiftung des deutschen Volkes Politikwissenschaft, Soziologie und Katholische Theologie an der Rheinische Friedrich-Wilhelms-Universität Bonn. Dort beendete er sein Studium mit dem Magisterexamen im Fach Politikwissenschaft. Daran schloss sich ein weiteres Studienjahr am Institut d’études politiques in Paris an. Anschließend war Risse als wissenschaftlicher Mitarbeiter an der Hessischen Stiftung Friedens- und Konfliktforschung in Frankfurt am Main tätig. 1987 erfolgte die Promotion an der Johann Wolfgang Goethe-Universität in Frankfurt am Main; der Titel der von Ernst-Otto Czempiel betreuten Dissertation lautete „Die Krise der Sicherheitspolitik“. Im Anschluss daran ging Risse in die Vereinigten Staaten: Von 1988 bis 1990 war er Dozent an der Cornell University in Ithaca und war im folgenden Jahr als Gastdozent an der  Yale University in New Haven. Es folgten Anstellungen an der University of Wyoming, an der Universität Konstanz und an der Stanford University. Ab 1997 lehrte er vier Jahre am Robert Schumann Centre for Advanced Studies des Europäischen Hochschulinstituts in Florenz, wo er unter anderem Seminare zur Theorie Internationaler Beziehungen gab. 
Seit 2001 ist Risse Inhaber des Lehrstuhls für Theorie und Empirie der Internationalen Politik am Otto-Suhr-Institut der Freien Universität Berlin und Leiter der dortigen Arbeitsstelle „Transnationale Beziehungen, Außen- und Sicherheitspolitik“. Zwischen 2003 und 2005 war er zudem Dekan des Fachbereichs Politik und Sozialwissenschaften (seit 2005 Forschungsdekan). Seit Anfang 2006 ist er Sprecher des DFG-Sonderforschungsbereichs Governance in Räumen begrenzter Staatlichkeit: Neue Formen des Regierens?. Für seine Mitarbeit am Projekt Global Governance, Troubled Societies, and the Future of the International System erhielt er 2003 den mit 125.000 Euro dotierten Max-Planck-Forschungspreis der Alexander von Humboldt-Stiftung und der Max-Planck-Gesellschaft. 2007 lehnte Risse einen Ruf auf eine Professur der London School of Economics and Political Science ab. Thomas Risse war von 2006 bis 2007 im Rahmen eines Forschungsaufenthaltes am Center for European Studies sowie einer Wahrnehmung einer Gastprofessur an der Harvard University tätig. Seit 2006 ist Risse Mitglied des Stiftungsrates der Stiftung Zukunft Berlin. Im Jahre 2008 war er Gastprofessor an der Hebräischen Universität Jerusalem. 2011 lehnte er das Angebot der Übernahme der Präsidentschaft des GIGA German Institute of Global and Area Studies ab.
Risse ist Mitglied des wissenschaftlichen Beirats der Fritz Thyssen Stiftung.
Thomas Risse ist mit Tanja Börzel verheiratet.

## Forschungsschwerpunkte
In seiner gesamten wissenschaftlichen Laufbahn beschäftigt sich Thomas Risse mit Internationalen Beziehungen und Außenpolitik. Zu Beginn seiner Forschungstätigkeit Anfang der 1980er Jahre lag sein Schwerpunkt auf internationaler Sicherheitspolitik.
So handelt sein Buch Die Krise der Sicherheitspolitik, das auch gleichzeitig seine Dissertation war, von den gesellschaftlichen Konflikten in der Zeit von 1977 bis 1984.

Risses Recherchen ergaben, dass gesellschaftlicher Konsens und außenpolitische Anpassungserfordernisse zunächst weitgehend im Punkt der sicherheitspolitischen Ziele übereinstimmen. Es entwickelte sich dann Anfang der 1980er Jahre eine neue Friedensbewegung, welche die alten Ziele Abschreckung, Verteidigung und militärisches Gleichgewicht in Frage stellte.
Risse stellt zwei Fragen in dem Raum, die für die sicherheitspolitische Debatte von Bedeutung sind. „Wird Sicherheitspolitik weiterhin ein zentrales Politikthema bleiben?“, was nach seiner Einschätzung davon abhängt, ob und wie sich die Friedensbewegung weiter entwickelt, und „hängt das Ausmaß der Polarisierung in der Kontroverse über sicherheitspolitische Themen direkt damit zusammen, ob die Chance besteht, die entsprechenden Anforderungen in der internationalen Umwelt umzuwandeln und zu realisieren?“
Diese zweite These wird seiner Ansicht nach unter anderem durch die positive politische Entwicklung in der Sowjetunion seit 1985 bestätigt. Seine Schlussthese war, dass sich die „Unterstützung für eine an Gewaltminderung orientierte Außenpolitik der BRD erheblich stabilisiert hat.“
Auch sein Buch Null-Lösung befasst sich mit internationaler Sicherheitspolitik und handelt von den Entscheidungsprozessen zu den Mittelstreckenwaffen zwischen 1970 und 1987.

Die Stationierung von Mittelstreckenwaffen in der Bundesrepublik Deutschland hat über Jahre hinweg die Öffentlichkeit stark bewegt.
Die Sowjetunion und die USA standen sich jahrelang mit starren Verhandlungsposition gegenüber. Erst 1986 kamen die Fronten in Bewegung. Die Studie in diesem Buch analysiert die Geschichte der doppelten Lösung.
Die Unterzeichnung des amerikanisch-sowjetischen Vertrags über die weltweite Abrüstung der bodengestützten Mittelstreckenflugkörper (INF-Vertrag) am 8. Dezember 1987 beendete dann ein Kapitel der Ost-West-Sicherheitspolitik.
Die Rolle von Intermediate Range Nuclear Forces (INF), also nuklearen Mittelstreckensystemen, in den europäischen Ost-West-Beziehungen wird am Beispiel des Verhältnisses zwischen der Bundesrepublik Deutschland und der Sowjetunion untermalt.
Darüber hinaus war INF ein durchgängiges Thema der transatlantischen Beziehung zwischen den USA und Westeuropa innerhalb der NATO. Die Studie untersucht INF auf zwei Ebenen: Zum einen werden die Entwicklungsprozesse innerhalb der NATO analysiert. Zum anderen werden die bilateralen Interaktionen zwischen den USA und ihren Verbündeten am Beispiel der deutsch-amerikanischen Beziehung untersucht, da die Bundesrepublik Deutschland als Hauptstationierungsland der Nachrüstung von Anfang an eine herausragende Rolle gespielt hat.
Nach dem Ende des Ost-West-Konflikts setzte Thomas Risse seinen Schwerpunkt auf die Menschenrechte und transatlantischen Beziehungen.
Eines seiner wichtigsten Werke ist das Buch Die Macht der Menschenrechte, welches er mit Anja Jetschke und Hans Peter Schmitz verfasste. Dieses befasst sich mit internationalen Normen, kommunikativem Handeln und politischen Wandel in den Ländern des Südens.
Das Buch ist in sechs Kapitel unterteilt. Das erste Kapitel beinhaltet die Einleitung und einem Überblick.
Im Buch sollen die Unterschiede bei der Durchsetzung von Menschenrechtsnormen in der Dritten Welt erklärt werden und des Weiteren soll die Frage beantwortet werden, inwieweit die Ergebnisse aus dem Menschenrechtsbereich generelle Aussagen für die Wirkung internationaler Normen auf innenpolitische Prozesse zulassen.
Hierfür stellt das Buch ein Spiralmodell des Menschenrechtswandels vor, das auf die Menschenrechtsentwicklung sechs ausgewählter Länder angewandt werden soll.
Das Spiralmodell beschreibt einen Sozialisationsprozess, der – falls er erfolgreich verläuft – zur Verwirklichung internationaler Menschenrechtsnormen im Sinne der dauerhaften Regeleinhaltung im entsprechenden Staat führt.
Die Durchsetzung internationaler Menschenrechtsnormen ist abhängig davon, ob es transnationalen Nichtregierungsorganisationen (NGO) und gesellschaftlichen Gruppen im Inneren der betroffenen Staaten gelingt, autokratische Systeme unter Druck zu setzen.
Die Ergebnisse in diesem Buch beruhen auf der systematischen Untersuchung der Menschenrechtsentwicklung in den Ländern aus fast allen Weltregionen. Der innenpolitische Wandel im Sinne einer dauerhaften verbesserten Menschenrechtspraxis wird dabei genauer betrachtet. Es wurden Länder gewählt, in denen zum einen die Menschenrechte systematisch und massiv verletzt wurden, und zum anderen Staaten, in denen sich die Lage im Laufe der Zeit verbessert hat.
Es gibt zwei wichtige Punkte bei der Untersuchung dieses Modells, welches in diesem Buch vorgestellt wird. Zu einem bindet es transnationale und internationale Akteure systematisch in die Erklärung politischen Wandels ein und zum anderen werden modernisierungs- oder dependenztheoretische Theorien hinterfragt, indem die Menschenrechts- und Demokratieentwicklung nicht einfach als quasi automatische Folge ökonomischer Entwicklung angesehen wird.
Im zweiten Kapitel wird zunächst der theoretische Rahmen der Untersuchung vorgestellt. Hier wird über den Stand der sozialwissenschaftlichen Forschung über die innenpolitische Wirkung internationaler Normen, kommunikatives Handeln in den internationalen Beziehungen und über Liberalisierungs- und Demokratisierungsprozesse diskutiert.
Das dritte Kapitel befasst sich mit Fallstudien zu den Philippinen und Indonesien. Hier wird vor allem die Frage geklärt, warum es in Indonesien mehr als zehn Jahre länger gedauert hat als auf den Philippinen, bis es zum Machtwechsel und zu einer allmählichen Einführung rechtsstaatlicher Verhältnisse kam.
Im vierten Kapitel folgen die Länder Uganda und Kenia. Hier wird auf die transnationale Mobilisierung eingegangen.
Kapitel fünf untersucht die Menschenrechtsentwicklung in Marokko und Tunesien. Die Frage, „Warum die Menschenrechtsentwicklung in der Republik Tunesien schon seit Jahren stagniert, wohingegen in der marokkanischen Monarchie eine deutliche Verbesserung zu verzeichnen ist“ wird hier aufgeworfen.
Das Schlusskapitel fasst alle Untersuchungsergebnisse noch einmal kurz zusammen und schließt mit praktischen Schlussfolgerungen für die Menschenrechtspolitik der westlichen Industriestaaten, internationaler Organisationen und von Nicht-Regierungsorganisationen.
Thomas Risse war Sprecher des Sonderforschungsbereiches 700: "Governance in Räumen begrenzter Staatlichkeit: Neue Formen des Regierens?", der bis 2017 existierte.

## Schriften
- Menschenrechte - Globale Dimensionen eines universellen Anspruchs. (ed., mit Nicole Janz) Baden-Baden: Nomos Verlag 2007.
- Identities in Europe and the Institutions of the European Union. (mit Richard Herrmann und Marilynn Brewer) Lanham MD: Rowman & Littlefield 2004.
- Die Macht der Menschenrechte. Internationale Normen, kommunikatives Handeln und politischer Wandel in den Ländern des Südens. (mit Anja Jetschke und Hans Peter Schmitz) Weltpolitik im 21. Jahrhundert, Bd. 7, Baden-Baden: Nomos 2002.
- Handbook of International Relations. (mit Walter Carlsnaes und Beth Simmons u. a.) London: Sage, 2002.
- Transforming Europe: Europeanization and Domestic Change. (mit Maria Green Cowles) Ithaca NY: Cornell University Press 2001.
- Globalisierung und die Handlungsfähigkeit des Nationalstaates. (mit Edgar Grande) Zeitschrift für internationale Beziehungen, Vol. 7, No. 2, 2000.
- The Power of Human Rights. International Norms and Domestic Change. (mit Stephen Ropp und Kathryn Sikkink) Cambridge University Press, 1999.
- Exploring the Nature of the Beast: International Relations Theory and Comparative Policy Analysis Meet the European Union. Journal of Common Market Studies, Vol. 34, No. 1, 1996.
- Cooperation Among Democracies: The European Influence on U.S. Foreign Policy. (Princeton Studies in International History and Politics) Princeton University Press 1995.
- Bringing Transnational Relations Back In. Non-State Actors, Domestic Structures and International Institutions. Cambridge Studies in International Relations. Cambridge University Press, 1995.
- International Relations Theory and the End of the Cold War. (mit Richard N. Lebow) New York: Columbia University Press 1995.
- Democracy and Peace. (mit Nils Petter Gleditsch) European Journal of International Relations, Vol. 1, No. 4, 1995.
- Die Krise der Sicherheitspolitik. Neuorientierungen und Entscheidungsprozesse im politischen System der Bundesrepublik Deutschland 1977-1984. Mainz, München: Grünewald-Kaiser 1988.
- Null-Lösung. Entscheidungsprozesse zu den Mittelstreckenwaffen 1970 - 1987. Frankfurt/Main: Campus 1988.
- A Community of Europeans? Transnational Identities and Public Spheres. Cornell UP, Ithaca, NY 2010.